# Ángela Mallén
Ángela Mallén, seudónimo de Ángela González Zapata (Alcolea del Río, Sevilla 1955) es una poeta y narradora española.

## Biografía
Licenciada en Psicología Clínica por la Universidad de Valencia. Cursó estudios de Pedagogía, Psicología Social y Filología Alemana en las Universidades de Linz-Austria y de Euskadi (UPV/EHU) y Especialista de Didáctica del Alemán (UPV, Universidad de Kassel y Goethe Institut). 
Durante diez años vivió en Austria, donde trabajó como profesora en la Universidad “Johannes Kepler” de Linz, Facultad de Ciencias Económicas y Sociales.
He trabajado como profesora de alemán y traductora, e imparte cursos de Poética en la Universidad del País Vasco. Ha coordinado talleres de escritura creativa de ASAFES, dirigió el Proyecto Vectores.
Ha colaborado en numerosas revistas literarias nacionales e internacionales como Galerna (Montclair State University, USA), Especulo (Universidad Complutense, Madrid), Surco Sur (University of South Florida, USA), Revista Áurea, Ágora, Espacio Luke, Texturas, Arte Activo, Kaskarinia, Agitadoras, Ex Libris (Instituto de Cultura Juan Gil-Albert), Azharanía, La Manzana Poética y otras.
Dirigió el Club de Poesía Vital-Obra Social de Fundación-Vital-Fundazioa y el taller de Escritura Creativa de ASAFES hasta 2018. Ha impartido cursos de poética en la UPV/EHU (Universidad del País Vasco).
Reside en Vitoria.

## Obra
Poesía
- Palabra de elefante (2007)
- La noche en una flor de baobab (2009)
- Cielo Lento (2011)
- Motel Milla Noventa.  (2024)

Novela
- Los caminos a Karyukai (2005)

Narrativa breve
- Bolas de Papel de Plata (2014)
- Entretanto, en algún lugar (2020)
- Microorganismos (2022) - Aforismos-

Antologías
- Pólvora blanca (Córdoba, 2003)
- Decir que somos lo que somos (Córdoba, 2008)
- El fin de las palabras y otros cuentos (Madrid, 2009)
- Sin dejar señales (Huelva, 2010)
- Literatura y Realidad/ Literatura eta Errealitatea (AEE, Bilbao 2011)
- El amor, los espejos, el tiempo, el camino (Krelia, 2012)
- Puro Teatro (Homenaje a Francisco Nieva, Córdoba 2014)
- Un refugio  (Fundación Estudios Jurídicos y Sociales de Álava, 2014)
- Edificios de palabras (Krelia, 2019)
- La escritura plural -Antología actual de Poesía Española-(Ars Poetica, Oviedo 2019)
- Lírica Vasca-Ecuatoriana (Literarte, Bilbao 2020)

## Premios y reconocimientos
- 2017 Ganadora del XXXIII Premio Internacional de poesía “Juan Bernier” del Ateneo de Córdoba con el poemario En el parque de las jacarandas -Palabras de Agu Owasa para Kormákr Ögmundarson.
- 2008 Accésit en el XXXV Concurso Internacional de Cuentos “Hucha de Oro” (FUNCAS, Madrid) con Los leucocitos de Aurora y Rosalino.
- 2007 Finalista en el Premio Internacional “Poesía Amorosa” del Círculo Bellas Artes Palma de Mallorca con Ángel o Diávolo.
- 2003 Ganadora del II Premio “Leonor de Córdoba” con el poemario Courier -Los trenes del Sur.